# 白木修太
白木 修太（しらき しゅうた、1992年4月5日 - ）は日本の映像ディレクター。ミュージックビデオ,コマーシャルフィルムなどの作品を手掛ける。

## 来歴
愛知県豊川市に生まれる。父の影響で小学生の頃から多くの映画を観ていた。アクション映画のカーチェイスシーンが好きで、マイケルベイの作品を繰り返し観ていた。
愛知県立豊川工業高等学校3年の時、友達を出演させた短編映画をガラケーで撮影し、Windows ムービーメーカーで編集した。「紙をくれ！！」が高校生映画甲子園にて奨励賞を受賞する。この出来事がきっかけで映像制作に興味を持つ。高校卒業後は工場へ就職するも、映像制作のことが諦め切れずに3ヶ月で退職した。
翌年、名古屋ビジュアルアーツ 映像学科へ入学。就職が決まり、2月に上京をするが1週間で退職した。3月の卒業式の際には無職の状態だった。
イベントスタッフ、コンビニエンスストアなどでアルバイトをしながらシネマプランナーズ、mixiのコミュニティで映像の仕事を受ける。その間に地元のラッパーのMVを監督し、それを観た静岡のラッパー NiykeRovin（現:YuskeyCarter）からコンタクトがあり、MV制作を依頼される。
2015年、ElleTeresaとのコラボ曲「Coca-Cola」のMVを監督。撮影後、翌日には編集し終わるスピード感が好評を得て、その後二人のMVを約10本監督した。
制作スピードが早いとラッパーの間で口コミが広がり、彼にYoungHastleを紹介され「同いどShit」のMVを監督する。 その後、KOWICHI,DJ-TY-KOH,Y'S,t-Aceなど数多くのラッパーのMVを手がける。
2016年、Y'Sの紹介で釣りのプロである村岡昌憲と出会い、自社ブランド「BlueBlue」の広告映像を依頼される。沖縄、台湾、マイアミ、パラオと国内外での多くの撮影をこなす。
2017年、フリーランスとなる。
2018年、GQ,Vogue,の映像コンテンツを手掛けるようになる。イタリア、ドイツ、LAなど海外での案件も担当した。
2020年、株式会社CrazyBankの取締役に就任。

## 作品 (一部)
MV
- t-Ace - 超ヤバい
- 華 - you
- ザアザア - 蜘蛛の糸
- アルスマグナ - イトヲカシ
- AK-69 - YouMine feat.t-Ace
- ソナーポケット - 青
- KOWICHI - DayOnes feat.T-Pablow DJ-TYKOH
- KOWICHI - WIN feat.Candee
- Candee - Unlucky feat. 7
- ピーターパンシンドローム - 冬に咲く音が聞こえたんだ
- KissBee- あなたのいちばんめ
- ASTERISM - 狂乱Hey Kids!!
- iLiFE! - ガンバッテンダー
- BIMI - MisoSoup

CM
- 杏 meetsDelvaux
- 柳楽優弥xTISSOT
- HAMILTON BEHIND THE CAMERA AWARDS（綾部祐二）
- バブメディキュア　疲労ショー編（撮影）
- TSUTAYA 2020春のキャンペーンCM(撮影・編集)
- 花王 フレアフレグランス　first impressionMovie  石原さとみ＆永野芽郁(撮影・編集)
- 花王 ハミング消臭実感 WEB CM  杉咲花＆飯尾和樹(撮影・編集)
- Safari x ZEGNA タイアップムービー
- CLASSY. x STAR JEWELRY タイアップムービー
- 25ans x CHANEL  ハースト婦人画報

イベント
- FNO2019
- SCAJ2023

映画
- 終息 - 神戸インディペンデント映画祭2020 上映
- 8 - 米子映画事変「3分映画宴」2016準グランプリ[1]、やお80"映画祭2016「フリー映画部門」入選[2]
- さよならアインシュタイン - 杉並ヒーロー映画祭2017入選
- SpaceBohemian
- 老人 - 第5回立川名画座通り映画祭1次審査通過[3]
- 産
- あたらよ
- CONSENT -同意-　米子映画事変「3分映画宴」入選

雑誌
ビデオサロン 2021年10月号　Videographer　File 掲載